# Shudder
Shudder (englisch für Schaudern) ist ein seit 2015 existierender, amerikanischer Streamingdienst von AMC Networks, der sich auf Filme und Serien der Genres Horror und Thriller spezialisiert und zu diesen auch Eigenproduktionen erstellt. Shudder ist derzeit nur in den englischsprachigen Ländern USA und Kanada, Großbritannien und Irland, Australien und Neuseeland verfügbar. In Deutschland bot Prime Video einen Shudder-Bezahlkanal an.

## Verfügbarkeit
Shudder war Teil einer Partnerschaft von AMC Networks mit dem koreanischen Streamingservice DramaFever, der zu der Zeit Softbank gehörte; die Technik wurde zu Beginn von DramaFever angetrieben. Shudder startete im Juni 2015 den Betatest, indem Kunden, die sich zuvor auf der Website registriert hatten, eine Einladung erhielten. Der Dienst war für diese zwei Monate kostenlos und enthielt über 200 Filme, zusammengestellte Kollektionen wie auch einen Kanal Shudder.tv. Im Oktober 2016 startete Shudder nach der Betaphase offiziell in den Vereinigten Staaten und in Kanada mit über 500 Filmen und im Vereinigten Königreich mit etwa 200 Titeln. Im August 2020 startete Shudder in Australien und Neuseeland. In Deutschland startete Shudder an Halloween 2017, ist aber seit 2020 nicht mehr verfügbar. Daraufhin bot Prime Video für ein paar Jahre einen Shudder-Channel an.

## Kuration
Shudders Kuratoren, die Filme auswählen und Sammlungen zusammenstellen, sind Colin Geddes, der zuvor zwanzig Jahre lang für das Toronto International Film Festival gearbeitet hatte, und Sam Zimmerman, der für das Horrorfilmmagazin Fangoria schrieb. Daneben enthält Shudder auch Sammlungen, die von Horrorfilmregisseuren zusammengestellt wurden. Aspekte, nach denen Sammlungen zusammengestellt werden, sind etwa Sub-Genres und inhaltliche Themen, Nationalität ausländischer Filme und Aspekte von Diversität wie „queer Horror“ oder Horrorfilme von Frauen.

## Shudder-Originals

### Fernsehserien
- 2017: The Core (1 Staffel, Talkshow)
- seit 2018: The Last Drive-in with Joe Bob Briggs (5 Staffeln, Filmkommentar)
- 2018: Deadwax (1 Staffel, Dramaserie)
- seit 2019: Creepshow (4 Staffeln, episodische  Anthologie-Serie)
- 2020: The Dead Lands (1 Staffel koproduziert mit Television New Zealand)
- 2020: Cursed Films (2 Staffeln, Dokureihe)
- 2021: Deadhouse Dark (1 Staffel, Anthologie-Serie)
- seit 2021: Slasher (Anthologie-Serie, auf Shudder fortgesetzt ab Staffel 4)
- seit 2021: The Boulet Brothers’ Dragula (Drag-Wettbewerb, auf Shudder fortgesetzt ab Staffel 4)
- 2021: Behind the Monsters (1 Staffel, Dokureihe)
- 2022: The 101 Scariest Horror Movie Moments of All Time (1 Staffel, Dokureihe)
- 2022: Queer for Fear (1 Staffel, Dokureihe)

### Filme
- 2018: Revenge (Frankreich)
- 2018: Satan’s Slaves (Indonesien)
- 2018: Terrified (Argentinien)
- 2018: The Witch in the Window (USA)
- 2019: Belzebuth (Mexiko)
- 2019: Christmas Presence (USA)
- 2019: DeadTectives (USA)
- 2019: Dogs Don’t Wear Pants (Finnland)
- 2019: Gwen (UK)
- 2019: Horror Noire (USA, Dokufilm)
- 2019: Party Hard, Die Young (Österreich)
- 2019: The Ranger (USA)
- 2019: The Wrath (Südkorea)
- 2020: 0.0 MHz (Südkorea)
- 2020: Anything for Jackson (Kanada)
- 2020: Blood Quantum (Kanada)
- 2020: Host (UK)
- 2020: Impetigore (Indonesien)
- 2020: Jessica Forever (Frankreich)
- 2020: La Llorona (Guatemala)
- 2020: Lake of Death (Norwegen)
- 2020: Leap of Faith: William Friedkin on The Exorcist (USA, Dokufilm)
- 2020: Lingering (Südkorea)
- 2020: May the Devil Take You Too (Indonesien)
- 2020: Metamorphosis (Südkorea)
- 2020: Monstrum (Südkorea)
- 2020: Random Acts of Violence (USA/Kanada)
- 2020: Scare Me (USA)
- 2020: Scare Package (USA, Anthologie)
- 2020: Spiral (Kanada)
- 2020: The Beach House (USA)
- 2020: The Cleansing Hour (USA)
- 2020: The Marshes (Australien)
- 2020: The Mortuary Collection (USA, Anthologie)
- 2020: The Room (Frankreich)
- 2020: Warning: Do Not Play (Südkorea)
- 2020: Yummy (Belgien)
- 2020: Z (Kanada)
- 2021: A Nightmare Wakes (USA)
- 2021: An Unquiet Grave (USA)
- 2021: Bleed with Me (Kanada)
- 2021: Dead & Beautiful (Niederlande/Taiwan)
- 2021: Death Valley (Kanada)
- 2021: Fried Barry (Südafrika)
- 2021: Hellbender (USA)
- 2021: Horror Noire (USA, Anthologiefilm)
- 2021: Hunted (Belgien)
- 2021: Kandisha (Frankreich)
- 2021: Lucky (Vereinigte Staaten)
- 2021: Martyrs Lane (UK)
- 2021: Shook (USA)
- 2021: Skull (Brasilien)
- 2021: Slaxx (Kanada)
- 2021: Son (Irland/USA)
- 2021: Stay Out of the Attic (USA)
- 2021: Superdeep (Russland)
- 2021: Superhost (Kanada)
- 2021: Teddy (Frankreich)
- 2021: The Advent Calendar (Frankreich/Belgien)
- 2021: The Banishing (UK)
- 2021: The Boy Behind the Door (USA)
- 2021: The Queen of Black Magic (Indonesien)
- 2021: The Strings (Kanada)
- 2021: V/H/S/94 (USA)
- 2021: Vicious Fun (Kanada)
- 2021: Violation (Kanada)
- 2022: A Wounded Fawn (USA)
- 2022: All the Moons (Spanien/Frankreich)
- 2022: Allegoria (USA)
- 2022: Blood Relatives (USA)
- 2022: Caveat (Irland)
- 2022: Christmas Bloody Christmas (USA)
- 2022: Dark Glasses – Blinde Angst (Italien/Frankreich)
- 2022: Deadstream (USA)
- 2022: Glorious (USA)
- 2022: Good Madam (Südafrika)
- 2022: Mad God (USA, Animationsfilm)
- 2022: Mandrake (UK)
- 2022: Moloch (Niederlande)
- 2022: Night’s End (USA)
- 2022: Raven’s Hollow (UK)
- 2022: Revealer (USA)
- 2022: Saloum (Senegal)
- 2022: Satan’s Slaves 2: Communion (Indonesien)
- 2022: Scare Package 2: Red Chad’s Revenge (USA)
- 2022: Sissy (Australien)
- 2022: Slapface (USA)
- 2022: Speak No Evil (Dänemark/Niederlande)
- 2022: The Cellar (Irland)
- 2022: The Found Footage Phenomenon (UK, Dokufilm)
- 2022: The Last Thing Mary Saw (USA)
- 2022: The Sadness (Taiwan)
- 2022: The Seed (UK)
- 2022: The Twin (Finnland)
- 2022: They Live in the Grey (USA)
- 2022: V/H/S/99 (USA)
- 2022: Virus 32 (Argentinien/Uruguay)
- 2022: What Josiah Saw (USA)
- 2022: Who Invited Them (USA)
- 2023: Attachment (Dänemark)
- 2023: Bad Things (USA)
- 2023: Birth/rebirth (USA)
- 2023: Blood Flower (Malaysia)
- 2023: Brooklyn 45 (USA)
- 2023: Elevator Game (USA)
- 2023: From Black (USA)
- 2023: Influencer (USA)
- 2023: Leave (Norwegen)
- 2023: Night of the Hunted (US/Frankreich)
- 2023: Nightmare (Norwegen)
- 2023: Perpetrator – Ein Teil von ihr (USA/Frankreich)
- 2023: Quicksand (Kolumbien)
- 2023: Sharksploitation (USA, Dokufilm)
- 2023: Skinamarink (Kanada)
- 2023: Sorry About the Demon (USA)
- 2023: The Communion Girl (Spanien)
- 2023: The Puppetman (USA)
- 2023: The Sacrifice Game (USA)
- 2023: The Unheard (USA)
- 2023: V/H/S/85 (USA)
- 2023: When Evil Lurks (Argentinien/USA)
- 2024: Dario Argento Panico (Italien/UK, Dokufilm)
- 2024: Destroy All Neighbors (USA)
- 2024: History of Evil (USA)
- 2024: In a Violent Nature (Kanada)